# Gwiazdnica

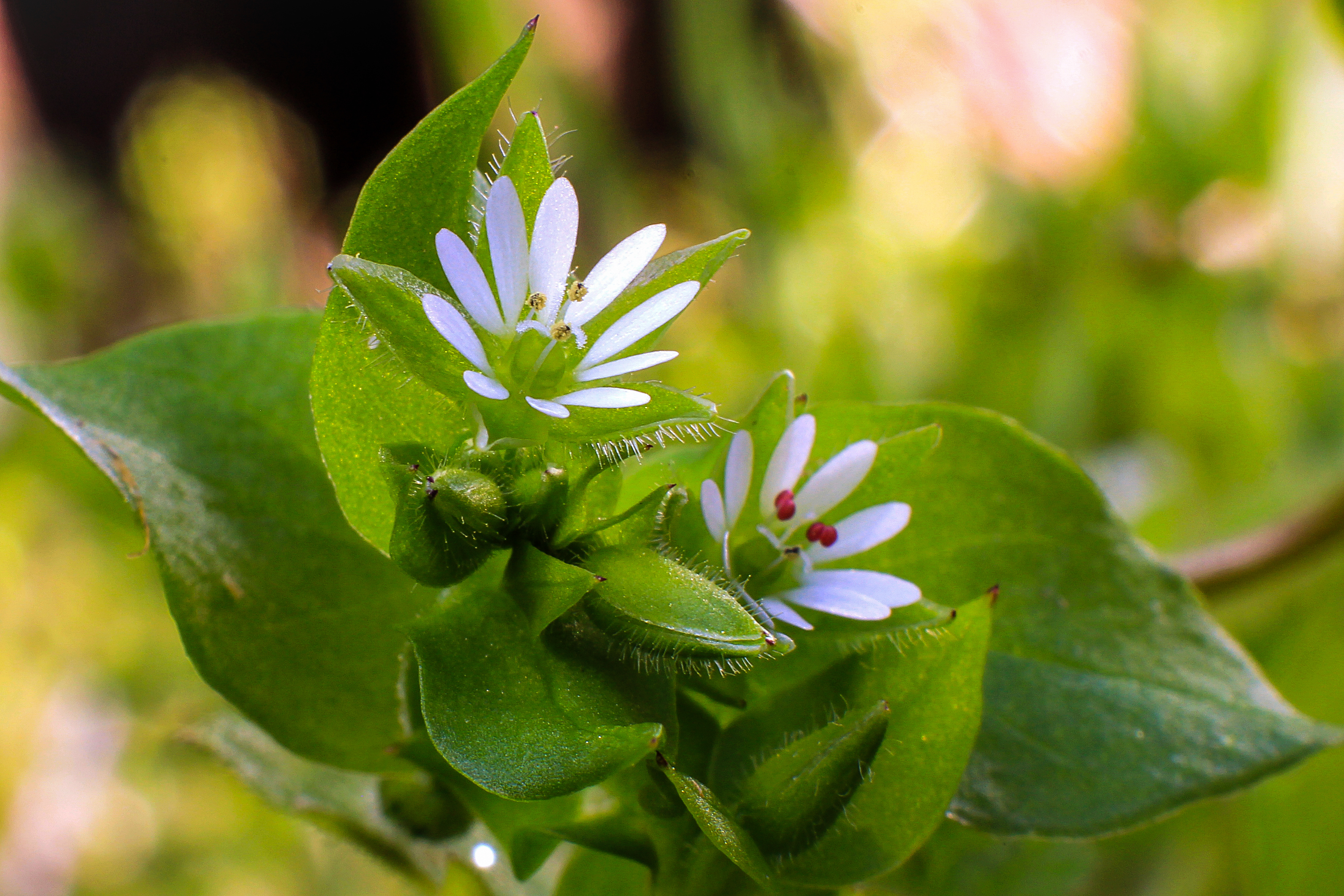
Kwiaty gwiazdnicy pospolitej

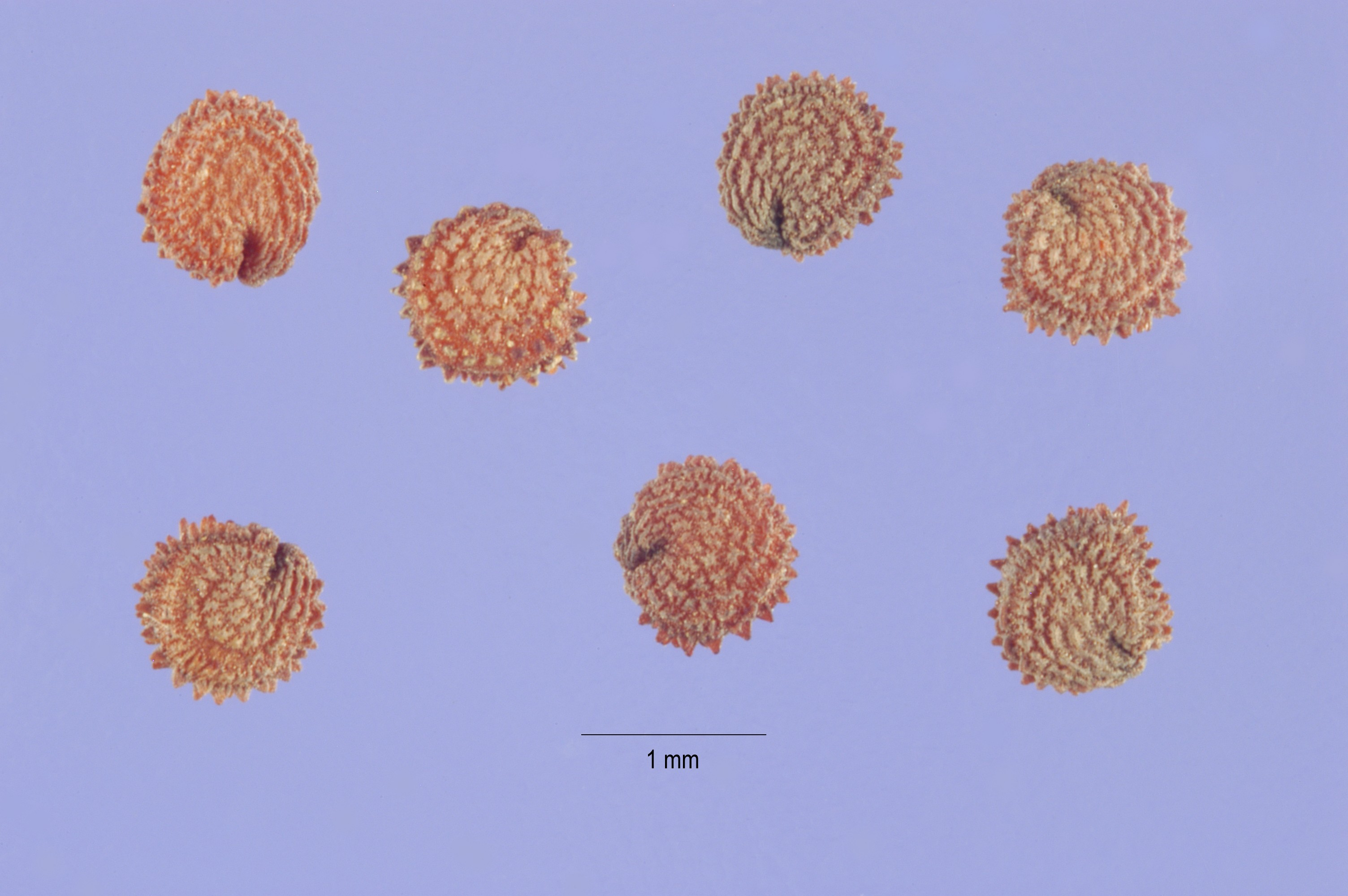
Nasiona gwiazdnicy pospolitej

Gwiazdnica (Stellaria L.) – rodzaj roślin zielnych z rodziny goździkowatych (Caryophyllaceae). Obejmuje 173 gatunki szeroko rozprzestrzenione na wszystkich kontynentach z wyjątkiem Antarktydy. Rośliny te występują w różnych siedliskach – w formacjach zaroślowych, trawiastych i mokradłowych. Niektóre gatunki są chwastami w uprawach, zwłaszcza gwiazdnica pospolita Stellaria media. Gatunek ten ma też znaczenie użytkowe – jest rośliną jadalną (spożywany jest w Japonii i był w Starożytności w obszarze śródziemnomorskim) i leczniczą.

## Rozmieszczenie geograficzne

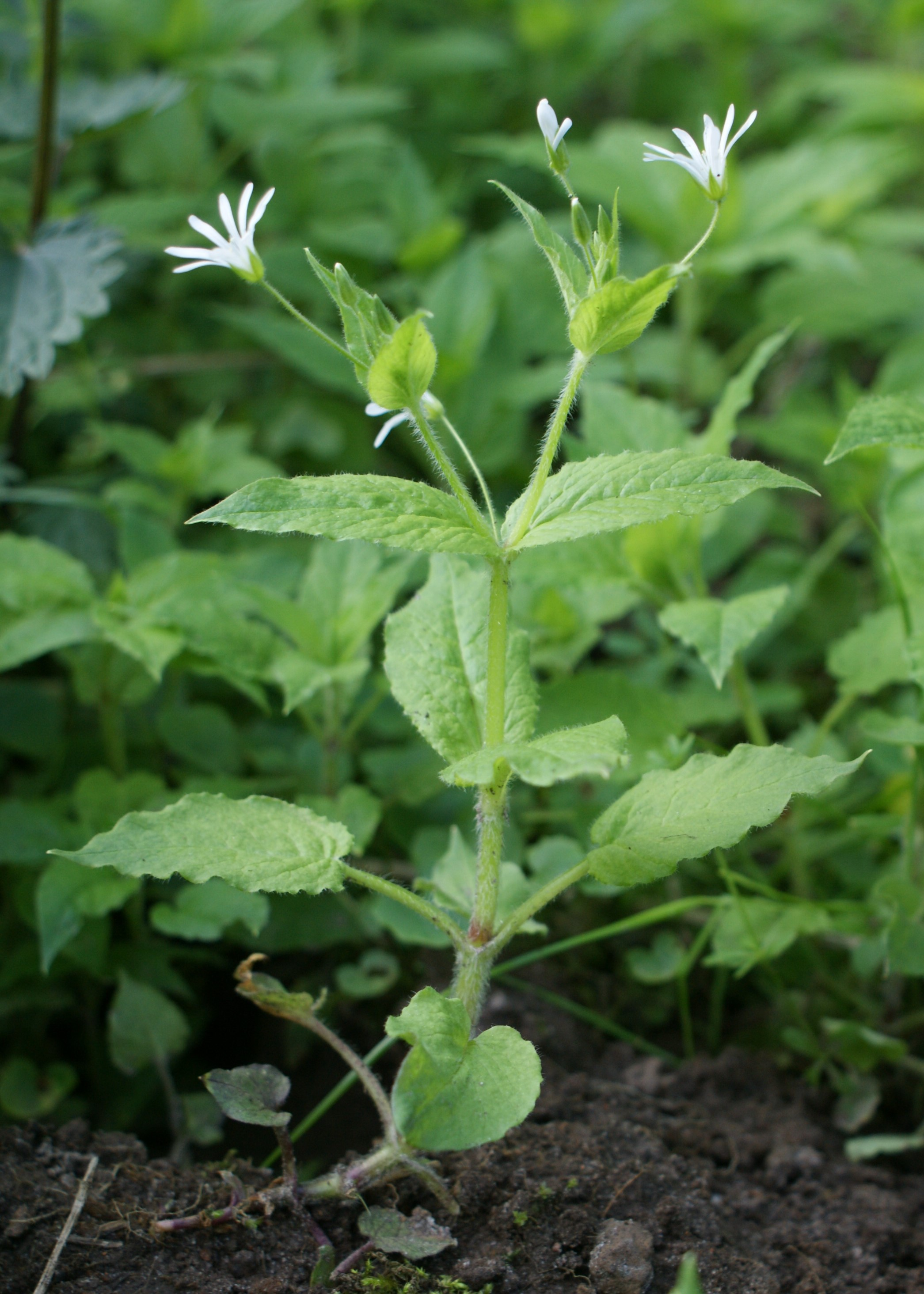
Gwiazdnica gajowa

Rodzaj ma charakter kosmopolityczny – ma bardzo rozległy zasięg geograficzny, przy czym najbardziej zróżnicowany jest w strefie klimatu umiarkowanego chłodnego na półkuli północnej. W Europie rośnie 17 gatunków, z czego w Polsce 10. W Azji rosną 64 gatunki, z czego 28 jest endemitami Chin. W Ameryce Północnej spotykanych jest 29 gatunków. Brak jego przedstawicieli tylko na niektórych obszarach w strefie międzyzwrotnikowej – w Amazonii, w zachodniej Afryce Równikowej, na Borneo i licznych wyspach Oceanii.
Gatunki flory Polski
Pierwsza nazwa naukowa według listy krajowej, druga – obowiązująca według bazy taksonomicznej Plants of the World online (jeśli jest inna)
- gwiazdnica bagienna, g. bagnowa Stellaria uliginosa Murray ≡ Stellaria alsine Grimm
- gwiazdnica blada Stellaria pallida (Dumort.) Piré ≡ Stellaria apetala Ucria
- gwiazdnica błotna, g. sina Stellaria palustris (Murr.) Retz.
- gwiazdnica długolistna Stellaria longifolia Muhl. ex Willd.
- gwiazdnica gajowa Stellaria nemorum L.
- gwiazdnica grubolistna Stellaria crassifolia Ehrh.
- gwiazdnica pospolita Stellaria media (L.) Vill.
- gwiazdnica trawiasta Stellaria graminea L.
- gwiazdnica wielkokwiatowa Stellaria holostea L. ≡ Rabelera holostea (L.) M.T.Sharples & E.A.Tripp
- gwiazdnica zaniedbana Stellaria neglecta Weihe

Na wykazie gatunków krajowych w osobnym rodzaju ujęta jest kościenica wodna, współcześnie jednak włączana do tego rodzaju jako Stellaria aquatica (L.) Scop.

## Morfologia i biologia

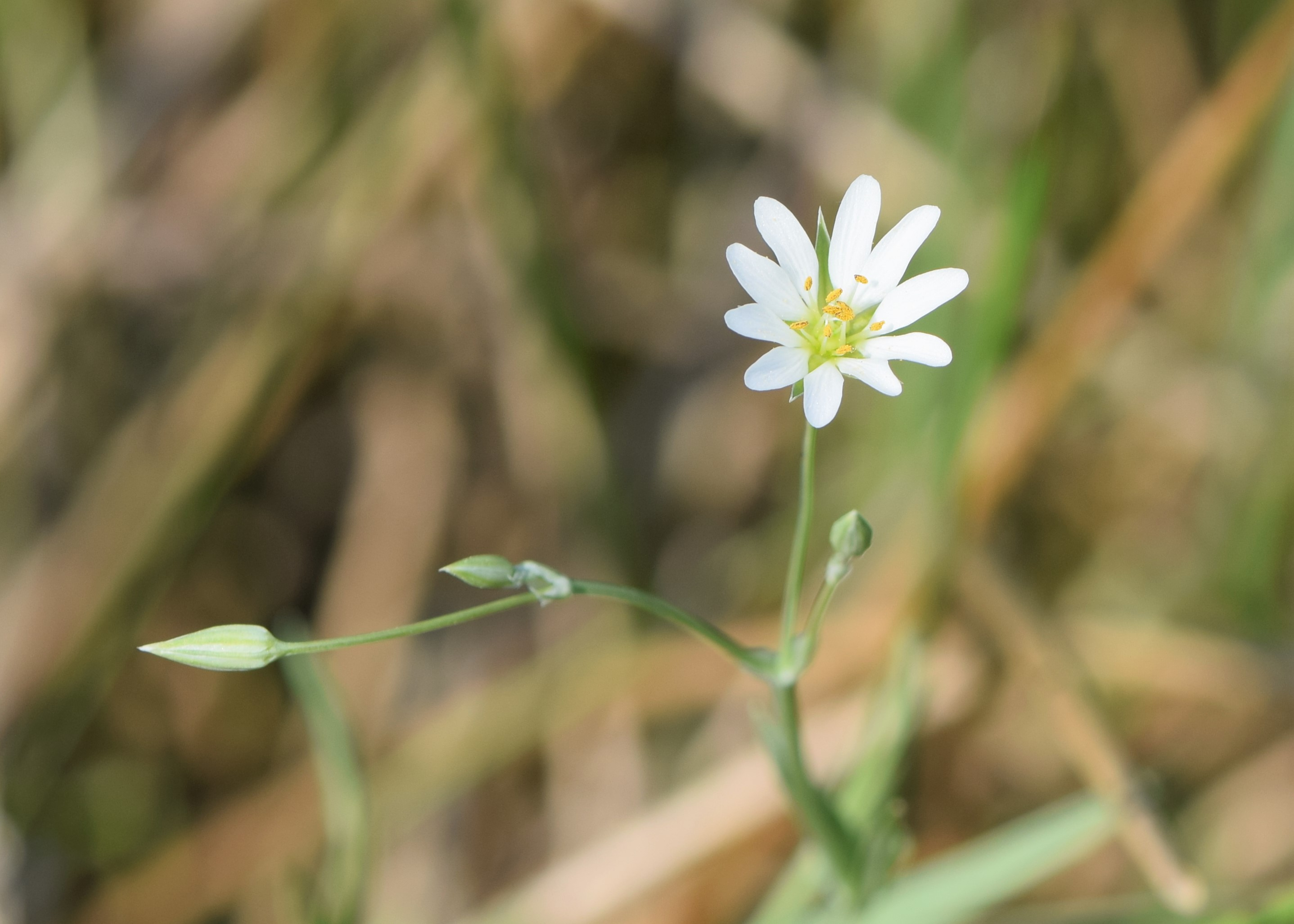
Gwiazdnica błotna

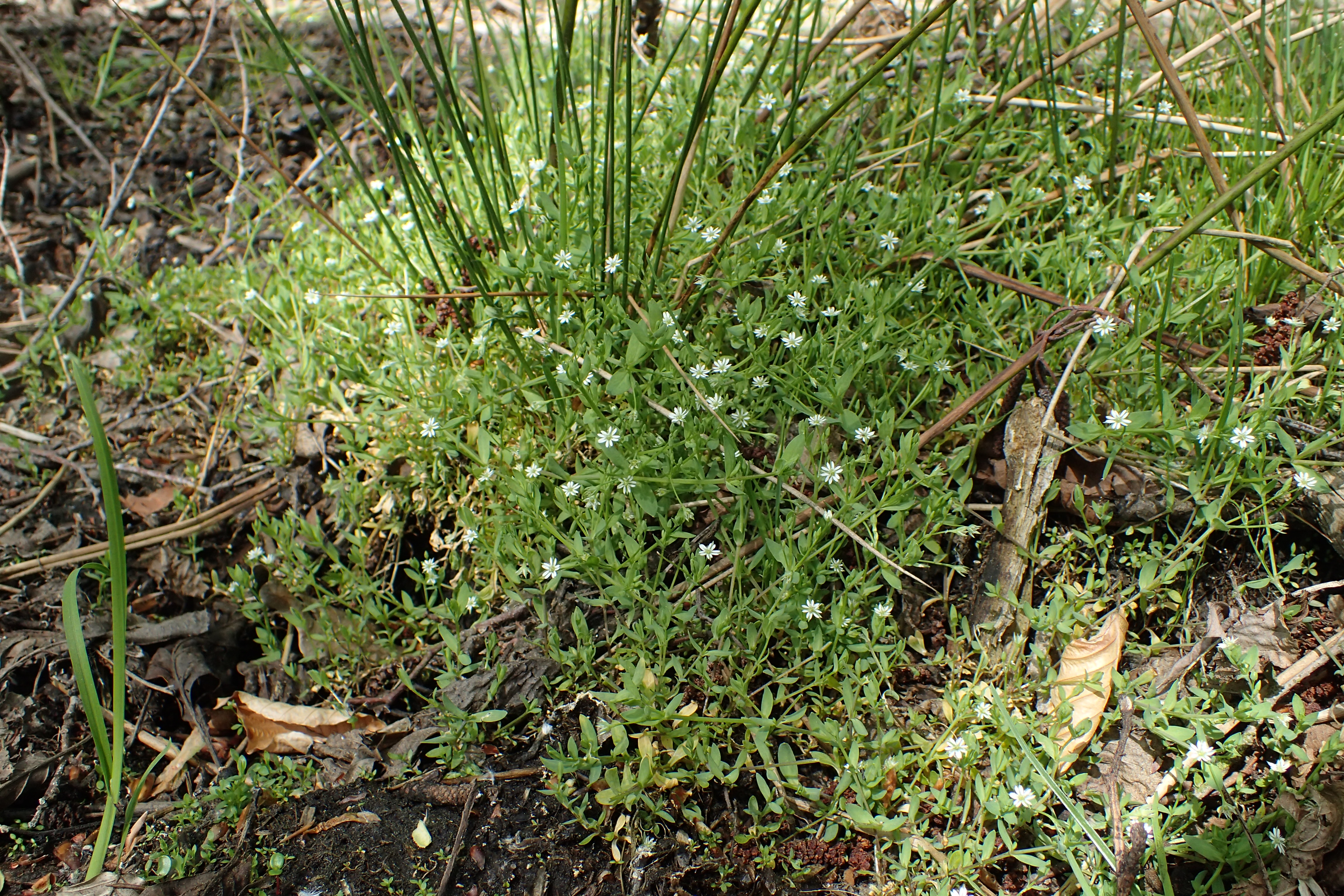
Gwiazdnica bagienna

PokrójRośliny jednoroczne i byliny, zwykle płożące, nagie, o pędach do 30 cm długości, rzadziej dłuższych i owłosionych.
LiścieNaprzeciwległe, całobrzegie.
KwiatyBiałe, o 5 głęboko wciętych płatkach przez co często sprawiają wrażenie, jakby płatków było 10. Kielich o 5 wolnych działkach. Pręcików 5 do 10. Zalążnia górna. Słupek zwieńczony jest trzema, rzadziej czterema, a wyjątkowo (S. aquatica) pięcioma szyjkami.
OwoceTorebki otwierające się 6 klapami, rozdzielającymi się zwykle na całej długości dojrzałego owocu.
Rodzaje podobneKwiaty z rodzaju rogownica Cerastium mają płatki rozcięte zwykle co najwyżej do 1/3 ich długości, 5 szyjek słupka i torebki zwykle wygięte i otwierające się tylko na szczycie 10 ząbkami. Kwiaty z rodzaju mokrzyca Minuartia mają płatki całobrzegie i ząbków na szczycie owocu tyle ile szyjek słupka – zwykle trzy. Pseudostellaria ma cechy pośrednie między Stellaria i Cerastium, wyróżnia się trzema lub mniejszą liczbą zalążków w zalążni, podczas gdy ww. rodzaje mają ich 10 i więcej.

## Systematyka
Homonimy

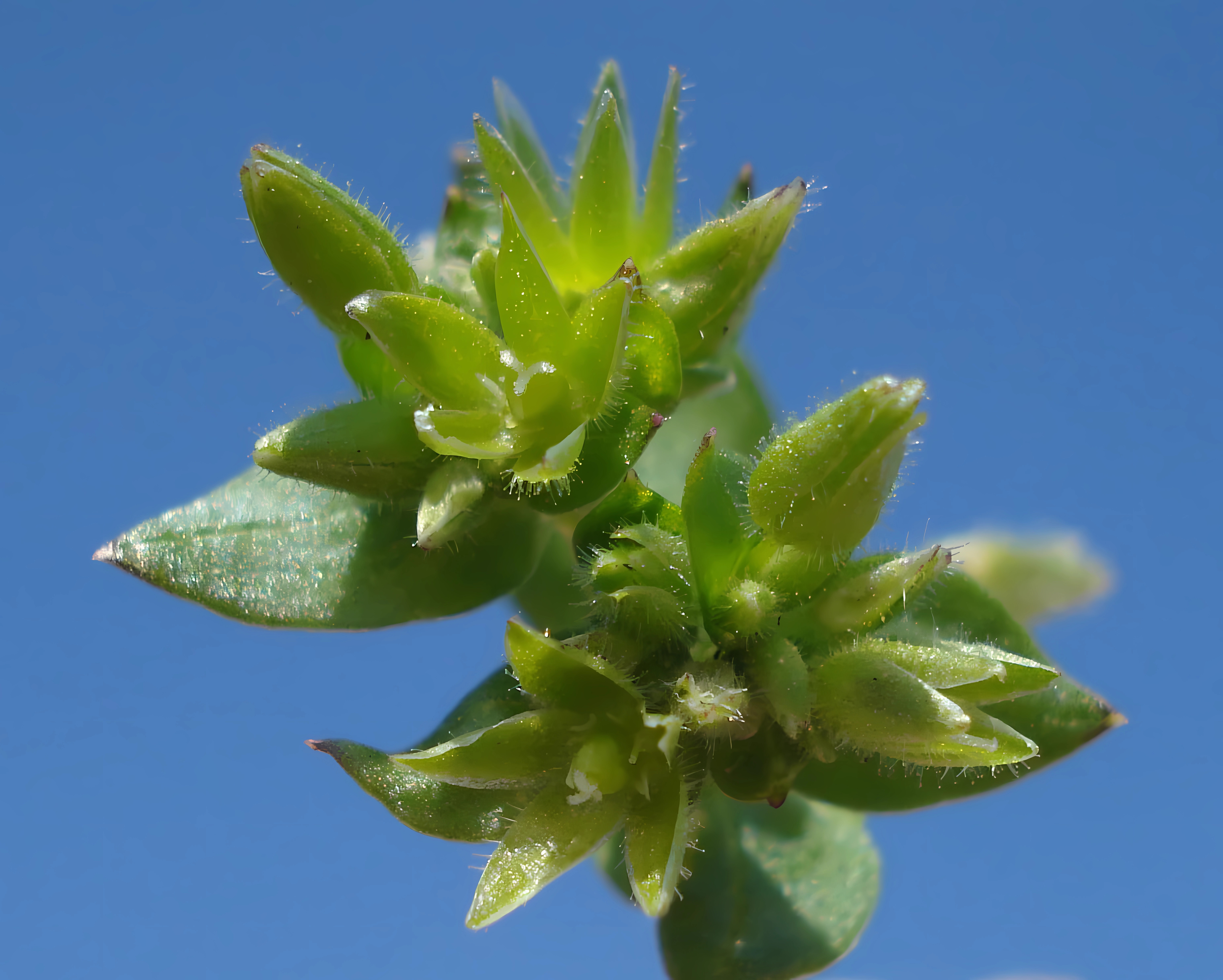
Gwiazdnica blada

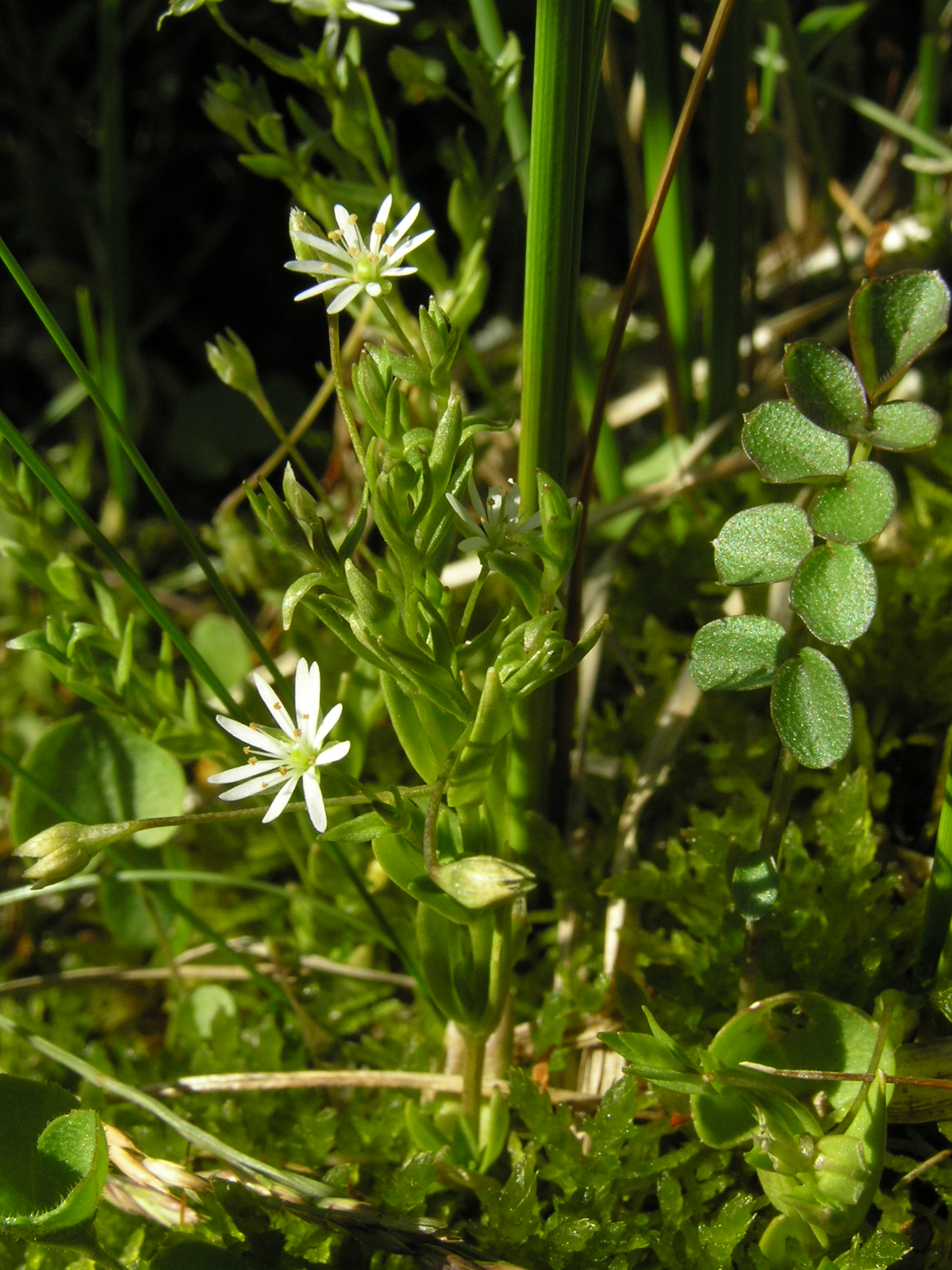
Gwiazdnica grubolistna

Stellaria Grassé et A. C. Hollande = Astronympha Grassé, Stellaria Séguier = Callitriche Linnaeus
Pozycja systematyczna
Rodzaj z rodziny goździkowatych (Caryophyllaceae), rzędu goździkowców (Caryophyllales) w obrębie dwuliściennych właściwych. W obrębie goździkowatych należy do podrodziny Alsinoideae plemienia Alsineae.
W obrębie plemienia rodzaj tworzy grupę siostrzaną względem kladu obejmującego rodzaje rogownica Cerastium, menchia Moenchia, mokrzycznik Holosteum i Dichodon. Podziały taksonomiczne oparte na cechach morfologicznych uznanych za diagnostyczne dla rodzajów z plemienia Alsineae, takie jak liczba znamion czy klap na otwierającym się owocu, okazały się mieć charakter sztuczny i nie odzwierciedlały relacji filogenetycznych. Analizy molekularne wykazały, że gatunek uznawany przez znaczną część XX wieku za typowy dla rodzaju – gwiazdnica wielkokwiatowa Stellaria holostea usytuowany jest w pozycji bazalnej dla kladu obejmującego wszystkie wyżej wymienione rodzaje (dlatego gatunek ten przeniesiony został do rodzaju Rabelera jako R. holostea, a jako typowy dla Stellaria wybrany został S. graminea). Z kolei do rodzaju gwiazdnica w wyniku analiz molekularnych, potwierdzonych też wnioskami z analiz cech morfologicznych i z zakresu embriologii, włączono kościenicę wodną (Stellaria aquatica, dawniej Myosoton aquaticum). Takson ten okazał się zagnieżdżony w obrębie sekcji Petiolares, w której jest blisko spokrewniony z gwiazdnicą pospolitą Stellaria media i gajową Stellaria nemorum.
Wykaz gatunków
- Stellaria abaensis H.F.Xu & Z.H.Ma
- Stellaria × adulterina Focke
- Stellaria alaschanica Y.Z.Zhao
- Stellaria alaskana Hultén
- Stellaria × alpestris (Hartm.) Hartm.
- Stellaria alsine Grimm – gwiazdnica bagienna
- Stellaria alsinoides Boiss. & Buhse
- Stellaria altimontana N.S.Pavlova
- Stellaria × ambigua Bég.
- Stellaria amblyosepala Schrenk
- Stellaria americana (Porter ex B.L.Rob.) Standl.
- Stellaria amplexicaulis (Hand.-Mazz.) Huan C.Wang & Feng Yang
- Stellaria anagalloides Rupr.
- Stellaria angarae Popov
- Stellaria angustifolia Hook.
- Stellaria antillana Urb.
- Stellaria antoniana Volponi
- Stellaria apetala Ucria – gwiazdnica blada
- Stellaria aphanantha Griseb.
- Stellaria aphananthoidea Muschl.
- Stellaria aquatica (L.) Scop.
- Stellaria arenarioides Shi L.Chen, Rabeler & Turland
- Stellaria arvalis Fenzl ex F.Phil.
- Stellaria australis Zoll. & Moritzi
- Stellaria bayanensis L.Q.Zhao & Y.Z.Zhao
- Stellaria bistyla Y.Z.Zhao
- Stellaria blatteri Mattf.
- Stellaria borealis Bigelow
- Stellaria brachypetala Bunge
- Stellaria bungeana Fenzl
- Stellaria calycantha (Ledeb.) Bong.
- Stellaria celsa Ravenna
- Stellaria chilensis Pedersen
- Stellaria chinensis Regel
- Stellaria cilicica Boiss. & Balansa
- Stellaria circinata Ravenna
- Stellaria concinna Ravenna
- Stellaria congestiflora H.Hara
- Stellaria corei Shinners
- Stellaria crassifolia Ehrh. – gwiazdnica grubolistna
- Stellaria crispa Cham. & Schltdl.
- Stellaria cryptantha (Mattf.) M.T.Sharples & E.A.Tripp
- Stellaria cryptopetala Griseb.
- Stellaria cuonaensis L.H.Zhou
- Stellaria cupaniana (Jord. & Fourr.) Bég.
- Stellaria cuspidata Willd. ex D.F.K.Schltdl.
- Stellaria darvasievii Kamelin
- Stellaria davurica D.F.K.Schltdl.
- Stellaria debilis d'Urv.
- Stellaria decipiens Hook.f.
- Stellaria decumbens Edgew.
- Stellaria delavayi Franch.
- Stellaria depauperata Edgew.
- Stellaria depressa Em.Schmid
- Stellaria dianthifolia F.N.Williams
- Stellaria dichotoma L.
- Stellaria dicranoides (Cham. & Schltdl.) Fenzl
- Stellaria discolor Turcz.
- Stellaria edwardsii R.Br.
- Stellaria emirnensis Danguy
- Stellaria erlangeriana Engl.
- Stellaria eschscholtziana Fenzl
- Stellaria fennica (Murb.) Perfil.
- Stellaria fenzlii Regel
- Stellaria filicaulis Makino
- Stellaria filiformis (Benth.) Mattf.
- Stellaria fischeriana Ser.
- Stellaria flaccida Hook.
- Stellaria × glauciformis Bouvet
- Stellaria gracilenta Hook.f.
- Stellaria graminea L. – gwiazdnica trawiasta
- Stellaria gyangtsensis F.N.Williams
- Stellaria gyirongensis L.H.Zhou
- Stellaria hebecalyx Fenzl
- Stellaria henryi F.N.Williams
- Stellaria hintoniorum B.L.Turner
- Stellaria howardii Maguire
- Stellaria humifusa Rottb.
- Stellaria × hybrida Rouy & Foucaud
- Stellaria imbricata Bunge
- Stellaria infracta Maxim.
- Stellaria inundata Vorosch.
- Stellaria irazuensis Donn.Sm.
- Stellaria irrigua Bunge
- Stellaria jacutica Schischk.
- Stellaria koelzii Rech.f.
- Stellaria kolymensis A.P.Khokhr.
- Stellaria krylovii N.V.Vlassova & Artemov
- Stellaria laeta Richardson
- Stellaria lanata Hook.f.
- Stellaria × lancifolia Kom.
- Stellaria lanipes C.Y.Wu & H.Chuang
- Stellaria laxmannii Fisch. ex Ser.
- Stellaria leptoclada (Benth.) C.H.Mill. & J.G.West
- Stellaria littoralis Torr.
- Stellaria longifolia Muhl. ex Willd. – gwiazdnica długolistna
- Stellaria longipes Goldie
- Stellaria mainlingensis L.H.Zhou
- Stellaria mannii Hook.f.
- Stellaria media (L.) Vill. – gwiazdnica pospolita
- Stellaria merzbacheri Kozhevn.
- Stellaria miahuatlana B.L.Turner
- Stellaria minuta Kirk
- Stellaria minutifolia Maguire
- Stellaria montioides (Edgew. & Hook.f.) Ghaz.
- Stellaria multiflora Hook.
- Stellaria multipartita Bo Xu & Meng Li
- Stellaria neglecta (Lej.) Weihe – gwiazdnica zaniedbana
- Stellaria nemorum L. – gwiazdnica gajowa
- Stellaria nepalensis Majumdar & Vartak
- Stellaria nipponica Ohwi
- Stellaria nitens Nutt.
- Stellaria nubigena Standl.
- Stellaria obtusa Engelm.
- Stellaria omeiensis C.Y.Wu & Tsui ex P.Ke
- Stellaria ovata Willd. ex D.F.K.Schltdl.
- Stellaria ovatifolia (M.Mizush.) M.Mizush.
- Stellaria oxycoccoides Kom.
- Stellaria palustris Ehrh. ex Hoffm. – gwiazdnica błotna
- Stellaria papillata C.H.Mill. & J.G.West
- Stellaria parviflora Banks & Sol. ex Hook.f.
- Stellaria parviumbellata Y.Z.Zhao
- Stellaria patens D.Don
- Stellaria pauciflora Zoll. & Moritzi
- Stellaria pedersenii Volponi
- Stellaria peduncularis Bunge
- Stellaria pentastyla W.Qiao Wang, H.F.Xu & Z.H.Ma
- Stellaria persica Boiss.
- Stellaria petiolaris Hand.-Mazz.
- Stellaria pilosoides Shi L.Chen, Rabeler & Turland
- Stellaria pinvalliaca Chandra Sek. & S.K.Srivast.
- Stellaria polyantha (Edgew. & Hook.f.) M.T.Sharples & E.A.Tripp
- Stellaria porsildii C.C.Chinnappa
- Stellaria procumbens Huan C.Wang & Feng Yang
- Stellaria pterosperma Ohwi
- Stellaria pubera Michx.
- Stellaria pulvinata Grubov
- Stellaria pungens Brongn.
- Stellaria pusilla Em.Schmid
- Stellaria radians L.
- Stellaria recurvata Willd. ex D.F.K.Schltdl.
- Stellaria reticulivena Hayata
- Stellaria rigida Bunge
- Stellaria roughii Hook.f.
- Stellaria ruderalis M.Lepší, P.Lepší, Z.Kaplan & P.Koutecký
- Stellaria ruscifolia D.F.K.Schltdl.
- Stellaria salicifolia Tsui & P.Ke
- Stellaria sanjuanensis (Greene ex Rydb.) M.T.Sharples & E.A.Tripp
- Stellaria sarcophylla Rech.f.
- Stellaria scaturiginella Rech.f.
- Stellaria schischkinii Peschkova
- Stellaria semivestita Edgew.
- Stellaria sennii Chiov.
- Stellaria serpens Ravenna
- Stellaria sessiliflora Y.Yabe
- Stellaria sibirica (Regel & Tiling) Schischk.
- Stellaria sikaramensis Rech.f.
- Stellaria sikkimensis Hook.f.
- Stellaria sitchana Steud.
- Stellaria soongorica Roshev.
- Stellaria souliei F.N.Williams
- Stellaria strongylosepala Hand.-Mazz.
- Stellaria tetrasticha (Mattf.) M.T.Sharples & E.A.Tripp
- Stellaria tibetica Kurz
- Stellaria turkestanica Schischk.
- Stellaria uchiyamana Makino
- Stellaria uda F.N.Williams
- Stellaria venezuelana Steyerm.
- Stellaria vestita Kurz
- Stellaria viridifolia (A.P.Khokhr.) A.P.Khokhr.
- Stellaria wallichiana Haines
- Stellaria weddellii Pedersen
- Stellaria williamsiana Kozhevn.
- Stellaria winkleri (Briq.) Schischk.
- Stellaria xanthospora Chodat & Wilczek
- Stellaria yungasensis (Rusby) Rusby ex Volponi
- Stellaria yunnanensis Franch.
- Stellaria zangnanensis L.H.Zhou
- Stellaria zhuxiensis Q.L.Gan & X.W.Li